# Blood 148
Blood 148 är ett reservat i Kanada.   Det ligger i provinsen Alberta, i den södra delen av landet, 2 800 km väster om huvudstaden Ottawa.
Trakten runt Blood 148 består till största delen av jordbruksmark. Runt Blood 148 är det mycket glesbefolkat, med 3 invånare per kvadratkilometer.